# Psilomastix tessmanni
Psilomastix tessmanni là một loài bọ cánh cứng trong họ Cerambycidae.